# Les Disparus du phare
Les Disparus du phare (titre original : Coffin Road, « La Route du cercueil ») est un roman policier de l'écrivain écossais Peter May, publié en 2016 et réédité en 2019 au format poche.
Ce roman, distinct de la Trilogie écossaise, se déroule cependant dans le même décor, l'île de Lewis, en Écosse.

## Résumé
Rejeté par les vagues, un homme reprend connaissance sur une plage. Tétanisé par le froid, le cœur au bord des lèvres, frôlant dangereusement le collapsus. Il ignore où il se trouve et surtout qui il est ; seul affleure à sa conscience un sentiment d’horreur, insaisissable, obscur, terrifiant. Mais si les raisons de sa présence sur cette île sauvage des Hébrides balayée par les vents lui échappent, d’autres les connaissent fort bien. Alors qu’il s’accroche à toutes les informations qui lui permettraient de percer le mystère de sa propre identité, qu’il s’interroge sur l’absence d’objets personnels dans une maison qu’il semble avoir habitée depuis plus d’un an, la certitude d’une menace diffuse ne cesse de l’oppresser. Muni, pour seuls indices, d’une carte de la route du Cercueil qu’empruntaient jadis les insulaires pour enterrer leurs morts, et d’un livre sur les îles Flannan, une petite chaîne d’îlots perdus dans l’océan marquée par la disparition jamais élucidée, un siècle plus tôt, de trois gardiens de phare, il se lance dans une quête aveugle avec un sentiment d’urgence vitale .